# Musique équatoguinéenne

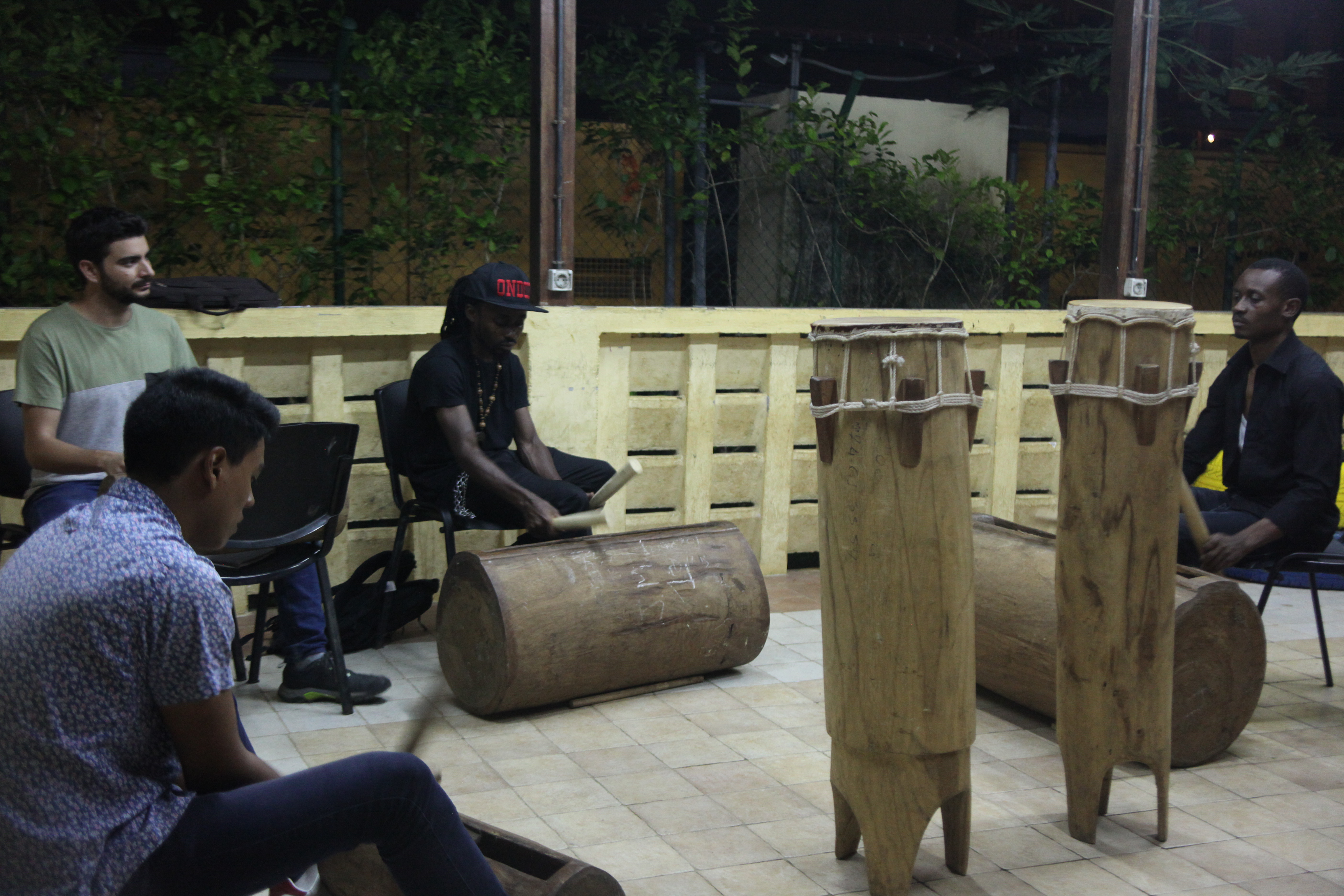
Atelier de percussion traditionnelle de la Guinée équatoriale dans la Casa de la Palabra (Abahá) del Centro Cultural.

La musique équatoguinéenne est plus documentée que celle de la plupart des pays africains. La Guinée équatoriale est fondée à la suite de l'union de trois territoires espagnols physiquement écartés : Río Muni (es) qui est une frange de terroir entre le Cameroun et le Gabon dans la part continentale de l'Afrique ; Bioko qui est une île près du Cameroun ; et Annobón qui est une île de l'océan Atlantique.
L'hymne national équatoguinéen, écrit par Atanasio Ndong Miyone, s'adopte officiellement en 1968, lors de l'indépendance du pays.

## Musique folklorique

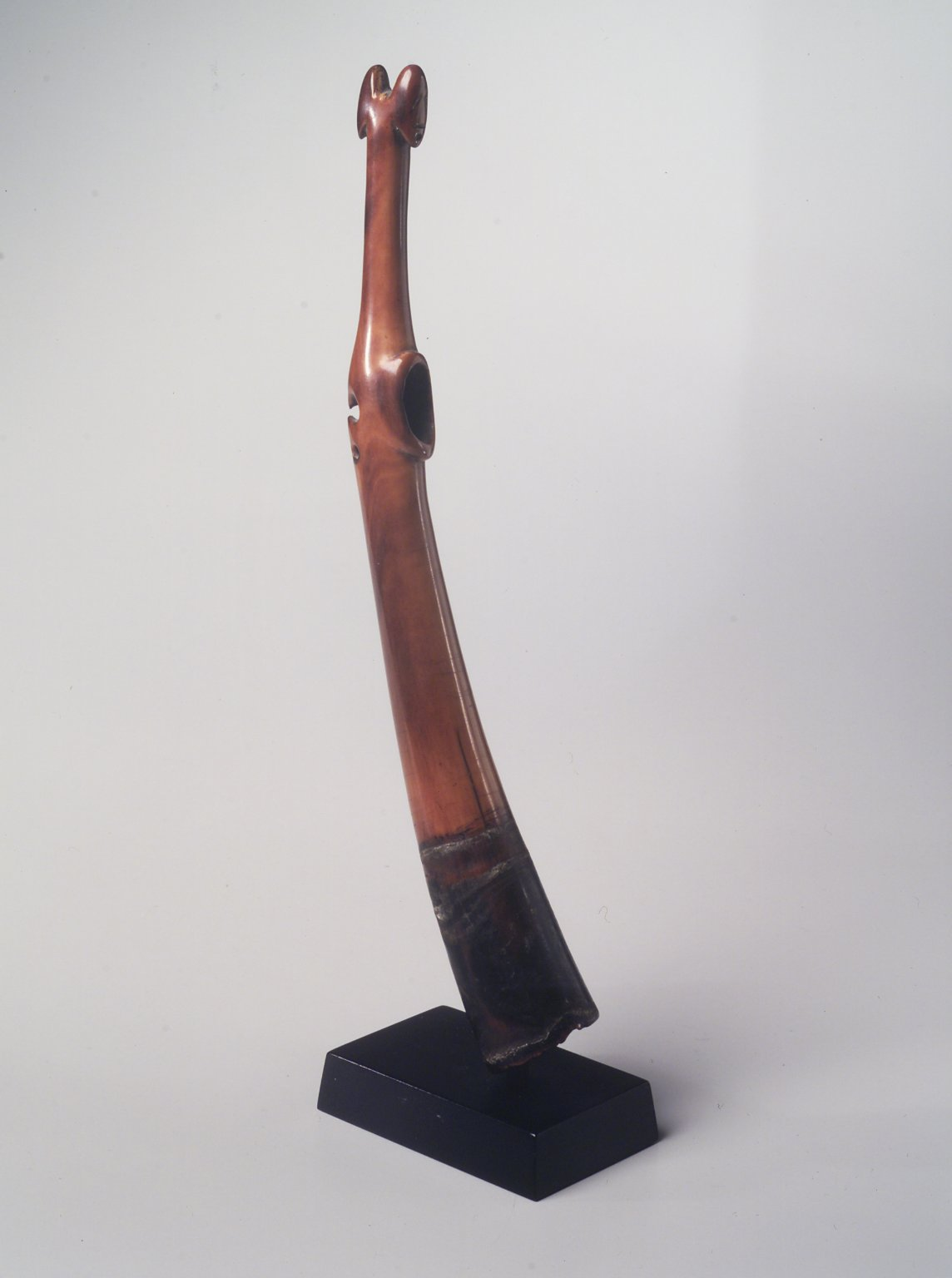
Trompette de soufflé latéral Fang-Beti

Les Fang sont le groupe ethnique dominant du pays, accompagnés par de nombreux Bubi et les populations plus petites comme Bisio, Bujeba, Ndowe, Combe et annoboneses. Les Fang sont connus par leur mvett, un croisement entre une cithare et un harpe. Le mvett peut avoir jusqu'à quinze cordes. La part semi-sphérique de cet instrument est fait de bambou et les cordes sont unies au centre par les fibres. La musique du mvett est composée dans une forme de notation musicale que ne peut apprendre que les initiés dans la société bebom mvett. Le style folklorique est notamment popularisé grâce à Eyi Moan Ndong et Obama (musicien équatoguinéenne).
Le balélé et l'ibaga risque sont deux des nombreuses danses de la Guinée équatoriale, dont la plupart sont accompagnées par un orchestre de trois ou quatre personnes qui constituent un arrangement de Sanza, de xylophones, de tambours, de cithares et de harpes à archet. Un autre instrument très populaire est le tam-tam : une boîte en bois recouverte de peau d'animal, dont au milieu se trouvent des touches en bambou pour les gammes musicales. Un deuxième type de tam-tam possède deux niveaux différents de tonalités musicales. Généralement, les instruments de musique en bois sont décorés d’images des animaux et de dessins géométriques.

## Musique populaire
Il n'y a guère de musique populaire que sort de la Guinée. Des groupes avec des styles panafricanos comme soukous et makossa sont tant populaires que le sont le reggae et le rock 'n' roll. Des bandes de guitare acoustique, basées sur le modèle espagnol, sont les plus connues et des vedettes nationales, comme Desmali Y Su Grupo Dambo de la Costa.
D'autres musiciens guinéens sont Maelé (es), Efamba, Bessoso, Malabo Strit Band, Luna Loca, Chiquitin, Dambo de la Costa, Ngal Madunga, Lily Afro et des groupes exilés en Espagne, comme Super Momo, Hijas del Sol (es) et Baron Ya Buk-Lu. La communauté hispano-guinéenne possède également les chanteurs El Chojin (es) et Concha Buika, déjà nés en Espagne.